# Gouvernement des Trois-Rivières
1643–1764
(121 ans)
Entités précédentes :
- Colonie du Canada (sans division)

Entités suivantes :
- District de Montréal
- District de Québec

Le gouvernement des Trois-Rivières est l’une des trois divisions administratives de la colonie du Canada jusqu’en 1764, les deux autres étant le gouvernement de Québec et le gouvernement de Montréal. À l’époque de la Nouvelle-France, le territoire était divisé en cinq gouvernements particuliers : trois au Canada (Québec, Trois-Rivières, Montréal) puis celui de la Louisiane et celui de l'Acadie. Il y eut aussi un projet, qui n’a pas été réalisé, de créer un autre gouvernement, celui de Détroit. Chacune de ces régions était connue sous l’appellation gouvernement parce qu’elle avait à sa tête un gouverneur.
Le gouvernement des Trois-Rivières est le plus petit des trois gouvernements de la vallée du Saint-Laurent, en superficie et en population.

## Histoire
Il ne semble pas exister d’acte promulguant la création des trois gouvernements du Canada sous le régime français (1608-1763). En cela, le modèle d’ici s’apparente à celui de la France. À cette époque, la vallée du Saint-Laurent comptait trois noyaux de peuplement : Québec (à partir de 1608), Trois-Rivières (à partir de 1634) et Montréal (à partir de 1642). Il devint alors nécessaire de créer trois gouvernements. À Trois-Rivières, le premier capitaine à porter le titre de gouverneur est François de Champflour en 1643. Ainsi sont apparus les trois gouvernements de la Nouvelle-France.
Lors de sa création en 1643, le gouvernement de Trois-Rivières ne comptait qu’un seul établissement permanent, le poste de Trois-Rivières. Des seigneuries avaient été concédées autour (fief Hertel en 1633, fief Godefroy en 1633, seigneurie des Jésuites en 1634, seigneurie de La Madeleine en 1636, fief Godefroy de Lintot en 1637, seigneurie Dutort en 1637, seigneurie de Batiscan en 1639), d’autres étaient projetées (fief de l’Arbre-à-la-Croix en 1644, fief Marsolet en 1644). Malgré quelques tentatives, personne n’habita ces seigneuries à cause de la menace iroquoise, il faudra attendre 1665 avec l’arrivée du régiment de Carignan-Salières. Le peuplement du gouvernement de Trois-Rivières commencera sur la rive nord du fleuve Saint-Laurent et à partir de Trois-Rivières en descendant vers l’est, sans doute pour l’unique raison que le reste du territoire était en zone inondable. Trois-Rivières est la première occupée, suivie de Cap-de-la-Madeleine peu après 1640, de Champlain à partir de 1664 ou 1665, de Batiscan à partir de 1666 et de Sainte-Anne-de-la-Pérade à partir de 1667.
En 1648, le gouverneur de Trois-Rivières devenait membre du Conseil de Québec, créé l'année précédente. En 1651, le gouvernement de Trois-Rivières est doté d'une sénéchaussée (tribunal).
Le gouvernement de Trois-Rivières a été maintenu par les Britanniques durant le régime militaire (1760-1764), à la différence que durant cette période, chaque gouvernement était autonome et n’était plus soumis au gouverneur de Québec. Chaque gouvernement recourait à une monnaie d’un cours différent, exigeait un passeport pour l’entrée et la sortie. Aux deux frontières qui séparaient les trois gouvernements, se trouvaient un poste frontière pourvu d’une garnison : l’un à Sainte-Anne-de-la-Pérade, entre les gouvernements de Québec et de Trois-Rivières, et l’autre à Maskinongé, entre les gouvernements de Trois-Rivières et de Montréal.
Le gouvernement de Trois-Rivières fut aboli le 10 août 1764 lorsque les Britanniques remplacèrent les trois gouvernements par deux districts, celui de Québec et celui de Montréal. La rivière Saint-Maurice marquait la division entre les deux districts.

## Géographie
Le gouvernement de Trois-Rivières s’étendait de Sainte-Anne-de-la-Pérade jusqu’à Maskinongé, sur la rive nord du fleuve Saint-Laurent, et de Saint-Pierre-les-Becquets jusqu’à Yamaska, sur la rive sud. C’était le gouvernement le plus étroit des trois gouvernements.
Au nord, il s’étendait vaguement vers les terres de la Compagnie de la Baie d'Hudson, et au sud jusqu’à la Nouvelle-Angleterre.
Ces limites n’ont pas été fixées lors de la création du gouvernement en 1643. La superficie du gouvernement s’est étendue jusqu’à ce que le territoire du gouvernement trifluvien rencontre celui du gouvernement de Québec et celui du gouvernement de Montréal.
Son territoire correspond aux actuelles régions de la Mauricie et du Centre-du-Québec. Il comprenait aussi la partie est de la région de l'Estrie.

### Seigneuries

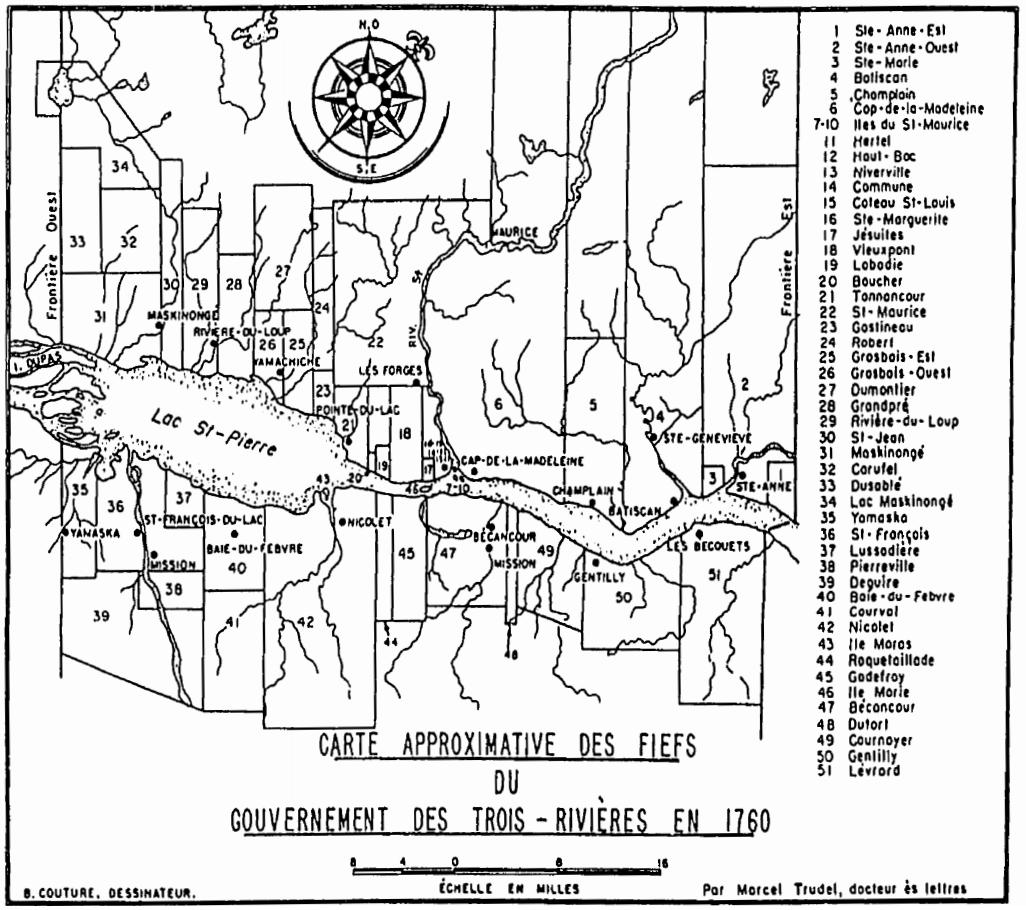
Carte des fiefs et seigneuries du Gouvernement des Trois-Rivières en 1760.

Le gouvernement de Trois-Rivières a compté jusqu’à 51 fiefs et seigneuries.
Trente-quatre (34) seigneuries sur la rive nord :
1. Sainte-Anne-Est •
2. Sainte-Anne-Ouest •
3. Sainte-Marie •
4. Batiscan •
5. Champlain •
6. Cap-de-la-Madeleine •
7-10.  Iles du Saint-Maurice (île aux Cochons ou de la Poterie, île Saint-Christophe, île Saint-Joseph, île de la Trinité ou Saint-Quentin) •
11. Hertel •
12. Haut-Boc •
13. Niverville •
14. Commune •
15. Coteau St-Louis •
16. Sainte-Marguerite •
17. Jésuites •
18. Vieuxpont •
19. Labadie •
20. Boucher •
21. Tonnancour •
22. Saint-Maurice •
23. Gastineau •
24. Robert •
25. Grosbois-Est •
26. Grosbois-Ouest •
27. Dumontier •
28. Grandpré •
29. Rivière-du-Loup •
30. Saint-Jean •
31. Maskinongé •
32. Carufel •
33. Dusablé •
34. Lac Maskinongé
Dix-sept (17) seigneuries sur la rive sud :
35. Yamaska •
36. Saint-François •
37. Lussaudière •
38. Pierreville •
39. Deguire •
40. Baie-du-Febvre •
41. Courval •
42. Nicolet •
43. Ile Moras •
44. Roquetaillade •
45. Godefroy •
46. Ile Marie •
47  Bécancour •
48  Dutort •
49. Cournoyer •
50. Gentilly •
51. Lévrard
De ces 51 seigneuries, il ne reste que deux manoirs seigneuriaux sur la rive nord (Cap-de-la-Madeleine et Niverville), et un seul sur la rive sud (Lévrard). Quant aux moulins seigneuriaux, il n’en reste que quatre sur la rive nord (Commune, Pointe-du-Lac, Saint-Jean et Saint-Stanislas) et un seul sur la rive sud (Gentilly).

### Paroisses
De 1608 à 1764, sur ces 51 seigneuries, sont apparues dix-huit (18) paroisses et deux missions.
Onze (11) paroisses sur la rive nord :
1. Sainte-Anne •
2. Batiscan •
3. Sainte-Geneviève •
4. Champlain •
5. Cap-de-la-Madeleine •
6. Trois-Rivières •
7. Les Forges •
8. Pointe-du-Lac •
9. Yamachiche •
10. Rivière-du-Loup •
11. Maskinongé
Sept (7) paroisses et deux missions amérindiennes sur la rive sud :
12. Yamaska •
13. Saint-François-du-Lac •
14. Mission Saint-François (actuel Odanak) •
15. Baie-du-Febvre •
16. Nicolet •
17. Bécancour •
18. Mission de Bécancour (actuel Wolinak ) •
19. Gentilly •
20. Saint-Pierre-les-Becquets
Chacune de ces vingt paroisses avait son église et son presbytère. Il ne reste que deux églises qui datent du régime français (Cap-de-la-Madeleine 1715 et Récollets-Anglicans 1754) et aucun presbytère. Si les bâtisses n’existent plus, il reste des œuvres d’art de cette époque à Sainte-Anne, Batiscan, Champlain, Cap-de-la-Madeleine, Trois-Rivières, Maskinongé, Saint-François-du-Lac et Gentilly.

## Administration
Un ensemble de hauts et de petits fonctionnaires est nommé pour assumer l’organisation de chaque gouvernement. Au gouverneur particulier (à Québec, c’était le gouverneur général), s’ajoutent un lieutenant de roi pour l’assister, un subdélégué de l’intendant (c'est le commissaire-ordonnateur ou le commissaire de la Marine ou le grand-voyer ou un garde-magasin), un état-major, des gardes pour le gouverneur, une Cour de justice avec juge, juge adjoint, procureur du roi, greffier, notaire, un château pour loger ce gouverneur et son personnel. Les officiers d’état-major ont des droits réels et des droits honorifiques.

### Gouverneurs
Pour assurer l’unité de la colonie, les gouverneurs particuliers de Trois-Rivières et de Montréal étaient soumis au gouverneur général dont ils n’étaient, en fait, que les lieutenants-gouverneurs.
Le premier gouverneur en titre est François de Champflour en 1643. Ceux qui précèdent dans la liste portaient le titre de capitaine.

### Lieutenants de roi
Selon Pierre-Georges Roy, « Les lieutenants de roi étaient les lieutenants des gouverneurs particuliers. Ils s’occupaient surtout de la partie militaire, des troupes et des fortifications et suppléaient les gouverneurs en leur absence. »
- Jacques L’Hermitte, 10 mars 1715
- François Mariaucheau d’Esgly, 23 avril 1726
- Claude-Michel Bégon, 6 février 1731
- François de Gannes de Falaise, 1er avril 1732
- Louis Liénard de Beaujeu, 31 mai 1743
- Pierre, chevalier de Saint-Ours, février 1748
- Michel de Gannes de Falaise, 1er avril 1752
- Charles-Joseph d’Ailleboust, 1er avril 1754
- Pierre-Jacques Chavoy de Noyan, 1er avril 1756
- Nicolas-Joseph de Fleurimont de Novelles, 1er janvier 1759

### Majors
Selon Pierre-Georges Roy, les majors « avaient la charge de la police des troupes et voyaient aux détails de l’administration militaire. »
- Lambert Boucher de Grandpré, 1692
- Louis de la Porte de Louvigny, 29 avril 1700
- Michel Godefroy de Linctot, 1er avril 1702
- Raymond-Blaise des Bergères, 5 mai 1710
- Joseph Desjordy de Cabanac, 18 juin 1712
- Jean-Louis de la Corne, 12 mai 1714
- François Mariaucheau d’Esgly, 2 janvier 1716
- François Desjordy Moreau de Cabanac, 7 mai 1720
- François de Gannes de Falaise, 11 avril 1727
- Constant Lemarchand de Lignery, 16 mars 1728
- Jacques-Charles Renaud Dubuisson, 1er avril 1733[15]
- François-Pierre de Rigaud de Vaudreuil, mai 1741
- Nicolas-Antoine Coulon de Villiers, février 1748
- Nicolas-Joseph de Fleurimont de Noyelles, juin 1754
- Charles de Sabrevois, 1er janvier 1759

### Capitaines de la garnison de Trois-Rivières
- Étienne Pézard de la Touche, jusqu’au 20 juin 1664
- Capitaine Arnault de Tarey, sieur de Laubias, commandant de la garnison, de son arrivée à Trois-Rivières en septembre 1665 jusqu'au 10 juin 1668[16]
- Jacques Labadie commandait la garnison de Trois-Rivières, avec le grade de sergent major, le 16 novembre 1671 (1684 pour Jetté ?). Jean Arcouet dit Lajeunesse est l'un des soldats de la garnison de Trois-Rivières en 1671[17]
- La garnison compte un officier et sept soldats en 1685[18].
- Louis-François de Galifet, commandant en 1689-1691[19]

## Châteaux du gouverneur

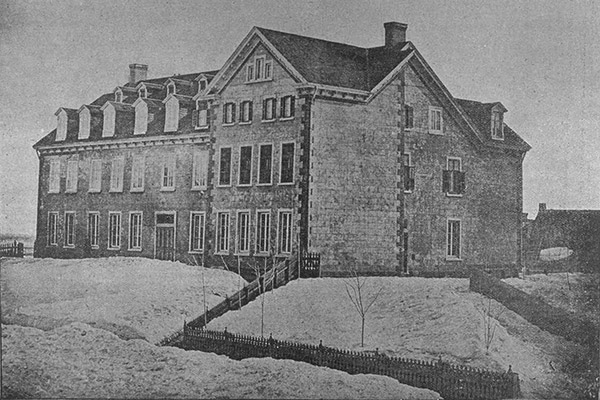
Maison des anciens gouverneurs des Trois-Rivières.

- 1643-1652, Fort ou habitation du Platon : construit en 1636, c'est le deuxième fort de Trois-Rivières[20]. Il comprenait deux corps de logis, un magasin et une plate-forme. Il était situé à la pointe sud du Platon. C'est là que Pierre Boucher signait ses ordonnances avant 1653[21].
- 1653-1655, Maison Pierre Boucher : emplacement acquis en 1653 sur la rue Saint-Pierre
- 1655-1677, Place du Gouverneur : emplacement acquis par Pierre Boucher en 1655 pour y aménager la place du gouverneur. Son gendre René Gaultier de Varennes y habita jusqu'en 1677 ou 1679. Elle était située au coin des actuelles rues des Casernes et des Ursulines. C'est l'actuelle Place Pierre-Boucher.
- 1677-1693, Maison de Varennes : construite entre 1677 et 1679, la maison de Varennes a été démolie en 1714 ou juste après[22]. Elle fut la résidence des gouverneurs René Gaultier de Varennes de 1677/79 à 1689, puis Claude de Ramezay de 1690 à 1693. Elle était située à l’arrière de l’actuelle église anglicane. C’était une maison en bois à un étage. Le Parc de La Vérendrye, qui occupe aujourd'hui le site de cette maison, fait partie du site archéologique CcFd-20. Cette partie du site CcFd-20 a été l’objet de six opérations archéologiques : en 1983 (Cardinal et McGain 1984[23]), en 2003 (Archéotec 2004[24]), en septembre 2009 (Gilbert 2010[25]), en septembre 2010 (Gilbert 2011[26]), en septembre 2011 (Gilbert 2012[27]) et en septembre 2012 (Gilbert, à paraîte en 2013[28]).
- 1693-1723, Résidence des gouverneurs : en 1693, le gouverneur Claude de Ramesay fait construire la nouvelle résidence du gouverneur en 1693 sur le Platon, site du bureau de poste actuel.
- 1723-1764, Château du Platon : construit en 1723 par Chaussegros de Léry sur le même site que la résidence de 1693. Il a été détruit par l’incendie de Trois-Rivières de 1908[29]. Cette maison était dite « maison du roi » parce qu’elle appartenait à l’État, ou « château du Platon ». Le gouverneur Haldimand, qui la rénova, y laissa « le plus beau jardin du Canada »[30].

### Personnel du château
- John Bruyères, secrétaire du gouvernement, de 1760 à octobre 1763[30]
- Conrad Gugy, secrétaire du gouvernement, d'octobre 1763 à 1764

## Démographie
| Tableau de la population des trois gouvernements 1666-1765 | Tableau de la population des trois gouvernements 1666-1765 | Tableau de la population des trois gouvernements 1666-1765 | Tableau de la population des trois gouvernements 1666-1765 | Tableau de la population des trois gouvernements 1666-1765 |
| | Gouvernement de Québec                                     | Gouvernement de Trois-Rivières                             | Gouvernement de Montréal                                   | Total                                                      |
| --- | ---------------------------------------------------------- | ---------------------------------------------------------- | ---------------------------------------------------------- | ---------------------------------------------------------- |
| 1666 | 2135                                                       | 455                                                        | 625                                                        | 3215                                                       |
| 1688 | 6223                                                       | 1406                                                       | 2674                                                       | 10303                                                      |
| 1698 | 8981                                                       | 1590                                                       | 3244                                                       | 13815                                                      |
| 1739 | 23337                                                      | 3352                                                       | 17012                                                      | 42701                                                      |
| 1765 | 35913                                                      | 7313                                                       | 26584                                                      | 69810                                                      |
| Sources : Données de 1666, 1688 et 1698 : Hubert Charbonneau, Vie et mort de nos ancêtres, Étude démographique, Montréal, Presses de l’Université de Montréal, 1975, page 40. / Données de 1739 et 1765 : Recensements du Canada 1666-1871, vol. 4, Ottawa, 1876. |                                                            |                                                            |                                                            |                                                            |